# 市场街铁路 (组织)
市场街铁路由1200成员組成的非營利鐵路保存組織，是三藩市城市鐵路（Muni）的伙伴组织。组织的名称乃來自於先前的同名电车和公车运营商。本組織依賴私人捐款以維持舊金山的懷舊電車（包括"E"和"F"线）與堪稱美國標記之一的舊金山纜車系統營運。
市场街铁路位于布坎南街1号，旧金山铸币局旧址。在此志工修復了古老的电车，之後捐赠给了旧金山城市铁路。

## 历史
“市场街铁路”组织成立于1976年，並於1980年代舉辦了成功的市内“有轨电车节”，最後使得行驶于市场街上的有轨电车永久復駛，成为“F 市场街&渔人码头”电车线；這也是北美洲最成功的市區有軌電車。

F线于1995年9月1日开始服务，取代了Muni8條路線之市场街公共汽车。 现在F线的载客量已达到其所取代的8條公車路線的4倍。 1996年F线的载客量就达到了每天7758人次，比被取代的公車多出43%，2008年时则达到了每天平均2万人次；由于车厢满载，司机不得不跳过一些站点。相較之下，Muni的捷運系統在1999年經過市場街地鐵站的日客流量平均為13万人次。

2015年，电车服务扩展，開通“E-内河码头”线，联系起区域内重要的交通站点，从使命湾到梅森堡，串起加州铁路站、湾区捷运站、湾区轮渡、再到金融区。
自组织成立以来，市场街铁路已成功帮助旧金山城市铁路修复十余辆老式电车和缆车，为市内庞大的公共交通系统增加一抹怀旧的色彩。大部分的修復工程是由组织的修复团队自行完成，志工也在卡斯特罗街总站清扫车厢，改善乘坐體驗。

## 旧金山铁路博物馆
此外，市场街铁路也創便並營運位于内河码头附近、Vitale酒店内的铁路博物馆。馆内展出了昔日的铁路骨董零件和旧金山交通的发展历史。

## 未来发展
市场街铁路正努力提升F线的服务品質。Muni也正在評估經梅森堡隧道的延伸計畫。该组织也正修复一辆1924年的电车作為“教学电车”，用以示範教學儿童电车如何运作。